# 原田真理
原田 真理（はらだ まり ）は日本で活動するミュージカル俳優および元バレリーナである。出生地は神奈川県横浜市で千葉県出身。劇団四季所属。

## 来歴
千葉大学ではモダンダンス部に所属し、千葉バレエアカデミーでバレエダンサーとして活動していた。1996年に劇団四季オーディションに合格し四季入団。美女と野獣のアンサンブル役が四季での初舞台出演となった。
その後、ライオンキングでは初演キャストとして参加。CDキャストとなる。

## 主な出演作品
- 美女と野獣（アンサンブル、ベル、ミセス・ポット、タンス夫人）
- ライオン・キング（アンサンブル5枠、ラフィキ、シェンジ）
- オペラ座の怪人（マダム・ジリー）
- ウィキッド（マダム・モリブル）
- 赤毛のアン（パイ夫人・スペンサー夫人）
- キャッツ（ジェニエニドッツ）
- リトル・マーメイド（アースラ）
- ノートルダムの鐘（アンサンブル4枠）
- ロボット・イン・ザ・ガーデン（バイプレイヤー）
- ゴースト＆レディ(レディエリザベス)